# Pojeziory (rejon wileński)
Pojeziory (lit. Paežeriai) – wieś na Litwie, w okręgu wileńskim, w rejonie wileńskim, w gminie Rzesza, w przy węźle drogi magistralnej A14 z drogą krajową 172.

## Historia
W dwudziestoleciu międzywojennym leżały w Polsce, w województwie wileńskim, w powiecie wileńsko-trockim, w gminie Rzesza. W 1931 miejscowość liczyła 67 mieszkańców, zamieszkałych w 13 budynkach.
Po II wojnie światowej w granicach Związku Sowieckiego. Od 1991 na niepodległej Litwie.